# Porta del santuari de la Mare de Déu de Quadres
La Porta del santuari de la Mare de Déu de Quadres és una obra de Puigcerdà (Baixa Cerdanya) inclosa a l'Inventari del Patrimoni Arquitectònic de Catalunya.

## Descripció
Portalada de l'antic Santuari Marià de Quadres. Les pedres decorades dels brancals de la porta, possiblement són romàniques, aquestes queden separades de les dovelles, per una cornisa molt ben treballada, tanmateix, com les pedres dovellades, que són de factura ben elaborades dels segles XVII o XVIII. A la clau hi ha la decoració d'una creu amb la paraula "Ave Maria" en el seu basament.

## Història
Aquesta porta va ser traslladada des del Santuari de la Mare de Déu de Quadres, d'Isòvol, dins la Parròquia d'All, fins a una finca particular del poble de Ventajola, la qual té en propietat també l'Església de Sant Tomàs.